# 大衛·布什比
大衛·布什比（David Bushby，1965年7月617—）是一位澳洲政治人物，他的黨籍是澳洲自由黨。自2007年開始，他是代表塔斯馬尼亞州的澳大利亞參議院議員之一。他畢業於塔斯馬尼亞大學和澳洲海事學院。